# Fossès-et-Baleyssac
Fossès-et-Baleyssac is een gemeente in het Franse departement Gironde (regio Nouvelle-Aquitaine) en telt 158 inwoners (1999). De plaats maakt deel uit van het arrondissement Langon.

## Geografie
De oppervlakte van Fossès-et-Baleyssac bedraagt 9,7 km², de bevolkingsdichtheid is 16,3 inwoners per km².
De onderstaande kaart toont de ligging van Fossès-et-Baleyssac met de belangrijkste infrastructuur en aangrenzende gemeenten.

## Demografie
Onderstaande figuur toont het verloop van het inwonertal (bron: INSEE-tellingen).